# Roman Sorkin
Roman Sorkin (hebräisch רומן סורקין; belarussisch Раман Соркін ‚Raman Sorkin‘; * 11. August 1996 in Minsk) ist ein belarussisch-israelischer Basketballspieler.

## Werdegang
Sorkin durchlief die Nachwuchsabteilung des Vereins Elitzur Ashdod. 2014 ging er in die Vereinigten Staaten, nahm an der University of Oregon ein Studium im Fach Sozialwissenschaften auf und spielte bis 2018 für die Basketballmannschaft der Hochschule. In 74 Spielen gehörte er nur zweimal Oregons Anfangsaufstellung an, er erzielte im Durchschnitt 2,5 Punkte je Begegnung.
Nach seiner Rückkehr aus den Vereinigten Staaten stand Sorkin bei Maccabi Haifa unter Vertrag. Nachdem er in der Saison 2020/21 in 29 Ligaspielen im Durchschnitt 13,5 Punkte je Begegnung für Haifa verbucht hatte, wechselte er zu Maccabi Tel Aviv. Sorkin erreichte im Spieljahr 2023/24 eine neue Leistungsstufe in seiner Laufbahn, als er als bester Spieler der israelischen Liga ausgezeichnet wurde und mit einem Durchschnitt von 15,9 Punkten je Begegnung bester Korbschütze seiner Mannschaft war. In der Euroleague lag Sorkins Punktedurchschnitt (6,8 je Begegnung) in der Saison 2023/24 deutlich unter diesem Wert.

### Erfolge
- Israelischer Meister: 2023, 2024
- Israelischer Pokalsieger: 2025

### Nationalmannschaft
Sorkin war in den Altersklassen U16, U18 und U20 israelischer Jugendnationalspieler. 2019 nahm er mit der israelischen Studentenauswahl an der Sommeruniversiade in Neapel teil. 2022 war Sorkin mit der israelischen Herrennationalmannschaft Teilnehmer der Europameisterschaft. Im Februar 2021 hatte er seinen Einstand in der Herrennationalmannschaft gegeben.

## Persönliches
Sorkin kam als Zweijähriger mit seiner Familie nach Israel. Er spielte als Jugendlicher zunächst Fußball. Sein Onkel war belarussischer Basketballnationaltrainer.